# Shūhei Hotta
Shūhei Hotta (japanisch 堀田 秀平 Hotta Shūhei; * 12. Mai 1989 in Matsudo, Präfektur Chiba) ist ein japanischer Fußballspieler.

## Karriere
Hotta erlernte das Fußballspielen in der Jugendmannschaft von Kashiwa Reysol. Seinen ersten Vertrag unterschrieb er 2008 bei Consadole Sapporo. Der Verein spielte in der höchsten Liga des Landes, der J1 League. Am Ende der Saison 2008 stieg der Verein in die zweite Liga ab. Für den Verein absolvierte er zwei Ligaspiele. 2011 wechselte er zu Albirex Niigata (Singapur). Der Verein ist ein Ableger des japanischen Zweitligisten Albirex Niigata, der in der ersten singapurischen Liga, der Singapore Premier League, spielt. 2015 zog es ihn nach Thailand. Hier unterschrieb er in Songkhla einen Vertrag bei Songkhla United. Mit dem Verein spielte er in der zweiten thailändischen Liga. Im September 2015 kehrte er nach Japan zurück. Hier schloss er sich bis Saisonende dem Tokyo 23 FC an. 2016 unterschrieb er in Akita einen Vertrag beim Drittligisten Blaublitz Akita. Für den Verein absolvierte er 22 Drittligaspiele. 2017 wechselte er zum Zweitligisten Ehime FC. 2018 kehrte er für eine Saison zu seinem ehemaligen Verein Blaublitz Akita zurück. 2019 wechselte er für zwei Jahre nach Nara zum Viertligisten Nara Club.
Seit dem 1. Februar 2021 ist er vertrags- und vereinslos.